# Alexis Bonami
Pour les articles homonymes, voir Bonami.
Alexis Bonami, dit Lespérance ou L'Espérance, né le 27 novembre 1796 à Yamaska au Québec et mort le 11 décembre 1890 à Saint-François-Xavier dans le Manitoba, et un trappeur, voyageur, coureur des bois, négociant, commerçant de fourrure et chef du poste de traite de Portage La Loche.

## Biographie

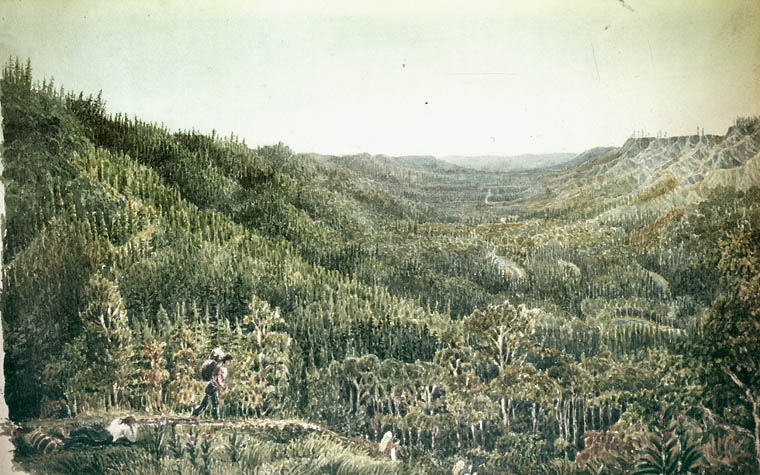
Vue de Portage La Loche, dirigé par Alexis Bonami au XIXe siècle, par le peintre George Back.

Alexis Bonami était le fils de Pierre Bonami, dit L’Espérance, et de Marguerite Gouin. En juin 1825, il rejoint la colonie de la rivière Rouge située dans le Manitoba. Il y épousa sa concubine, Marguerite Guernon ou Grenon ; ils eurent de nombreux enfants.
Durant la guerre de 1812, il servit dans un régiment commandé par le lieutenant-colonel James Cuthbert.
Issu d'une famille de négociant de fourrure, par son père, il entreprit de faire carrière dans le commerce de la fourrure. Au début du XIXe siècle, le commerce de la fourrure prit de l'importance. Des convois de bateaux transportaient des quantités de peaux pour la Compagnie de la baie d'Hudson ainsi que pour la Compagnie du Nord-Ouest. Alexis Bonami devint guide dans les régions septentrionales du Manitoba et de la Saskatchewan jusqu'à la côte de l'océan Pacifique. Par la suite il devint capitaine d'équipage d'un des convois de transport des peaux, qui naviguaient sur les rivières canadiennes au moyen de grands canoés. Il devint le responsable du poste de traite de Portage La Loche de par sa fonction de guide et chef d'équipage des convois de bateaux de fourrure de la Compagnie de la baie d'Hudson. Ses grandes qualités comme chef de convoi et sa connaissance approfondie de la route lui valurent la haute estime et le respect de ses camarades.
En 1835, Alexis Bonami se vit concéder, par la Compagnie de la baie d'Hudson, un terrain de plus de 20 hectares sur la rivière Assiniboine.